# 胀帘蛤
胀帘蛤（学名：Venus puerpera）为帘蛤科帘蛤属的动物。分布于北美洲沿岸、菲律宾、日本、台湾岛以及中国大陆的海南等地，生活环境为海水，主要栖息于浅海沙质海底以及潮间带中潮区。